# プレビリアン
『プレビリアン』(PREBILLIAN)は開発がカネコ、販売はタイトーから1986年に稼動開始されたアーケードゲーム。ジャンルはビリヤードを題材にしたアクションゲームである。

## ゲームのルール
ダイヤル式コントローラー、8方向レバー、1ボタン（ショット）で自分のマイボールを打って、ターゲットボールを当てさせ、ターゲットボールをポケットから落とすとステージクリア。全50ステージ。

## ブロックについて
ノーマルブロック
ボールを当てた場合、色によって消滅する回数が違う。（ピンクは1回消滅すると500点、ライトブルーは2回消滅すると1000点、シルバーは3回消滅すると2000点）
アイテムブロック
ボールを当てた採点の色でアイテムが異なる。
レッド
マイボールがパワーアップし、10秒時にシューティングモードになる。
イエロー
ポケットが1ヵ所追加。
ブルー
バーが1行増える。

## ミスの条件
- ターゲットボールを撃つ際、バーをオーバーされた
- マイボールをポケットに落とした

## シューティング・モードについて
シューティング・モードの時はレバーを引いてもマイボールを撃つことは出来ない。
ショットボタンでブロックやオブスタクルを破壊して、ターゲットボールにミサイルを命中させて落とすことも可能。

## オブストラクト
ノーマルブロックが消滅する際にある条件でオブストラクトが出現するが、フィールド内を動き始める。
オブスタクルはボールに当てると一定時間停止するが、時間が経つと再び動き始める。